# Armunia
Armunia es una pedanía y localidad española del municipio de León, en la provincia de León, comunidad autónoma de Castilla y León. Cuenta con 5437 habitantes (INE 2024).
La pedanía de Armunia es una de las tres entidades locales menores del municipio de León. Las otras dos son Oteruelo y Trobajo del Cerecedo.
Hasta 1970, cuando se agregó al municipio de León, Armunia estaba constituido como municipio independiente.
La localidad está situada sobre la presa del Bernesga que vierte sus aguas al río Bernesga.
Los terrenos de Armunia limitan con los de León al noreste, Trobajo del Cerecedo al sureste, Villacedré y Ribaseca al sur, Santovenia de la Valdoncina y Quintana de Raneros al suroeste, Oncina de la Valdoncina, La Aldea de la Valdoncina, Fresno del Camino y Valverde de la Virgen al oeste y La Virgen del Camino, Oteruelo de la Valdoncina y Trobajo del Camino al noroeste.
Perteneció a la antigua Hermandad de Valdoncina.

## Demografía
| Gráfica de evolución demográfica de Armunia entre 1860 y 1960 |
| |
| Población de derecho según los censos de población del INE Población de hecho según los censos de población del INE Entre el censo de 1970 y el anterior este municipio desaparece porque se integra en León Entre el censo de 1860 y el anterior aparece este municipio porque se segrega de Santovenia de la Valdoncina |